# Variaties op "I Got Rhythm"
De Variaties op “I Got Rhythm” (Engels: “I Got Rhythm” Variations) is een orkestwerk van de Amerikaanse componist George Gershwin voor piano en symfonieorkest. Hij schreef het werk in december 1933 en januari 1934. Er is naast deze versie een versie voor twee piano's.

## Achtergrond
1934 was voor Gershwin een heel druk jaar. Hij gaf veel concerten, maakte een tournee met het orkest van Leo Reisman en dirigeerde. Voor het tournee met Reisman schreef hij speciaal een aantal variaties voor piano en orkest op zijn populaire song I Got Rhythm. Hij schreef de variaties grotendeels in december 1933 tijdens een vakantie in Palm Beach, waar hij gast was van zijn vriend Emil Mosbacher. Het werk werd op 6 januari 1934 voltooid. Het was een poging van Gershwin om enkele van zijn improvisaties voor vrienden over I Got Rhythm een vastere vorm te geven. De variaties hebben, zo is de mening, niet de spontaniteit van het oorspronkelijke lied en van Gershwins improvisaties, maar geven wel een indruk van zijn enorm improvisatorisch talent.

## Structuur
Het werk toont de opmerkelijke vorderingen die Gershwin in het ontwikkelen en veranderen van een thema had gemaakt. Hij varieert niet alleen de fundamentele structuur, zowel ritmisch als melodisch, maar ook de sfeer. Soms klinkt de muziek fel en energiek, soms wordt het treurzang, soms klinkt het als een feest en soms neemt ze het karakter aan van een melancholische blues. Het zijn meer karaktervariaties.
- Na een korte inleiding wordt het thema (het refrein van het oorspronkelijke lied I Got Rhythm) door de piano alleen gespeeld, gevolgd door zes variaties.
- Variatie 1, tempo Moderato: Het orkest speelt het thema en de piano omspeelt het met ritmische patronen.
- Variatie 2, tempo Allegretto: een langzame wals. Het orkest speelt flarden van het thema in lange noten, de piano omspeelt met een soort van ‘zuchtende’ figuratie dat een beetje lijkt op Gershwins Across The Sea uit de George White's Scandals of 1922.
- Variatie 3, tempo Allegretto giocoso heeft als subtitel Chinese Variation. Het is een imitatie van Chinese fluitjes die buiten de toonsoort spelen: de rechterhand van de pianist speelt alleen de witte toetsen en de linkerhand alleen de zwarte.
- Variatie 4, tempo Andantino: een afwisseling tussen diatonische passages (‘modaal’ volgens Gershwin) gedeeltes 'in jazzstijl'.
- Variatie 5, tempo Allegro: Terwijl het orkest een ostinate bas speelt, laat de piano in ritmisch strakke figuren de eerste paar noten van het thema horen. Volgens Gershwin moet bij deze variaties de linkerhand niet weten wat de rechterhand doet.
- Variatie 6, tempo Allegro: de gemoedsfeer is ‘hot’, net als in variatie 5. Vraag-en-antwoord-spel tussen piano en orkest in strakke ritmische figuren.
- Coda, tempo Maestoso moderato, elf maten, waarbij de piano een opeenstapeling van reine kwarten speelt met in de laatste maat een fortissimo F-akkoord.

Op de walsvariatie na hebben alle variaties de vorm AABA. De variaties samen geven een Gershwin-achtige visie van de ‘melting pot’ New York: de drukke metropool (variatie een), jonge meisjes die op een brandtrap zitten op een warme zomernacht terwijl ze dromen over de liefde (variatie twee), Chinatown (variatie drie), Harlem (variatie vier), nachtclubs met misschien een Cubaans bandje (variatie vijf en zes).

## Orkestratie
De orkestratie zoals Gershwin hem heeft geschreven voor het Reisman Orchestra en zoals het op de première is gespeeld, is als volgt:
- 1 dwarsfluit (dubbelt op piccolo)
- 1 hobo (dubbelt op althobo)
- 1 fagot
- 2 altsaxofoons (beiden dubbelen op klarinet)
- 1 tenorsaxofoon (dubbelt op klarinet)
- 1 baritonsaxofoon (dubbelt op basklarinet)
- 3 hoorns
- 3 trompetten
- 2 trombones
- 1 tuba
- Slagwerk
- Piano (solo-instrument)
- Strijkers

Het is meer een kamerorkest dan een symfonieorkest. New World Music gaf in eerste instantie alleen een versie voor twee piano's uit en pas na de dood van Gershwin een -volgens hen- 'verantwoorde' uitgave voor symfonieorkest, gereviseerd (lees: geïnstrumenteerd) door William C. Schoenfeld onder supervisie van Frank Campbell-Watson die het als volgt omschreef:..Diegenen die het origineel nastreven moeten we er op wijzen dat het vasthouden aan de originele instrumentatie, afgezien van een bedroevend resultaat, zou resulteren in een soort van oeruitvoering die totaal in strijd is met de status van het werk...". Bij Schott is bijvoorbeeld deze instrumentatie van Schoenfeld uitgebracht. Schoenfeld heeft trouwens niet alleen de instrumentatie danig veranderd, maar ook articulatie-, dynamische- en metronoom aanduidingen veranderd en bepaalde instrumentale effecten toegevoegd. Volgens Gershwin kenner Edward Jablonski is dit ten koste gegaan van de humor en de charme van het stuk.

## Uitvoeringen
De première was in Boston op 14 januari 1934 door het Leo Reisman Orchestra onder leiding van Charles Previn, met de componist als solist, tien jaar na het overweldigende succes van de Rhapsody in Blue. Previn, winnaar van een Oscar in 1937, dirigeerde de première omdat Reisman zijn heup gebroken had door een auto-ongeluk of door het uitglijden op ijs, het is niet precies te achterhalen. Het werk vindt van tijd tot tijd haar weg naar de lessenaars. Uit de uitvoeringsgeschiedenis vanaf 2005 bijgehouden door Schott-Music (muziekuitgeverij) blijkt dat het voornamelijk Amerikaanse orkesten zijn die het spelen. Uit diezelfde geschiedenis blijkt dat grote bekende symfonieorkesten het werk juist lijken te mijden. Het Los Angeles Philharmonic heeft het in 2005 twee keer uitgevoerd onder Leonard Slatkin . In 2007 volgde het Dallas Symphony Orchestra. In Europa werd het weleens in Duitsland gespeeld, maar dan voornamelijk door de omroeporkesten.
Er zijn verschillende uitvoeringen op compact disc te verkrijgen, in totaal zo'n 60 stuks. Vergeleken met de Rhapsody in Blue met zo'n meer dan 1000 verschillende versies en uitgaves is dit een fractie.